# Plymouth
Plymouth () je mesto in unitarna oblast na obali Devona v jugozahodni Angliji, približno 310 km oddaljeno od Londona. Zraslo je med izlivoma rek Plym in Tamar v zaliv Plymouth Sound. Od leta 1967 administrativno območje vključuje tudi predmestji Plympton in Plymstock na vzhodnem bregu reke Plym.
Ozemlje je poseljeno že od bronaste dobe, ko je na bližnji pečini Mount Batten nastalo prvo naselje. Naselje se je hitro razvijalo kot trgovska postojanka Rimskega cesarstva, nato pa ga je prehitela vas Sutton, današnji Plymouth. Mesto je že stoletja pomembno pristanišče. Leta 1620 so od tu na ladji Mayflower odpluli romarji v Ameriko in v današnjem Massachusettsu ustanovili kolonijo Plymouth, drugo angleško naselbino na ozemlju današnjih Združenih držav. Danes na njenem mestu stoji istoimensko mesto. Tu je živelo tudi več znanih pomorščakov in raziskovalcev, med njimi je najbolj znan Francis Drake, prvi Anglež, ki je obplul svet. V času angleške državljanske vojne so mesto zasedli parlamentarci, med letoma 1642 in 1646 je bilo oblegano.
Med industrijsko revolucijo je mesto raslo na račun intenzivne pristaniške dejavnosti. Bilo je vstopna točka za uvoz in potnike iz Amerik in ladjedelnica za Kraljevo vojno mornarico. Zaradi svojega vojaškega pomena je bilo med drugo svetovno vojno tarča silovitih bombnih napadov in po vojni je bilo središče mesta zgrajeno povsem na novo.
Danes je Plymouth s preko 260.000 prebivalci 15. največje mesto v Angliji. Upravlja ga mestni svet, v britanskem parlamentu pa ima tri predstavnike. Še vedno je ladjedelništvo pomembna gospodarska panoga, pomembno vlogo pa ima tudi največja delujoča mornariška baza v Zahodni Evropi. Univerza v Plymouthu je enajsta največja univerza v Združenem kraljestvu po številu študentov. Mesto je povezano s Francijo in Španijo z rednimi trajektnimi linijami, manjše letališče pa nudi povezave z nekaterimi drugimi evropskimi mesti.

## Zgodovina

### Zgodnja zgodovina
V okoliških jamah so našli kosti homo sapiensa iz zgodnjega paleolitika (okoli 15.000 let). Artefakte iz časa bronaste do srednje železne dobe so našli na Mount Battenu, kar kaže da je bila naselbina ena od glavnih trgovskih pristanišč države v tistem času. Neznano naselje z imenom Tamari Ostia (estuarij Tamar), ki je navedeno v Ptolemajevi Geographia domnevajo, da je bilo na območju modernega mesta.
Naselje Plympton, bolj oddaljeno od reke Plym kot sedanji Plymouth, je bilo tudi trgovsko pristanišče, vendar pa se je reka v zgodnjem 11. stoletju zamuljila in prisilila mornarje in trgovce, da se usidrajo blizu ustja reke. Nekaj časa se je ta vas imenovala Sutton, kar je pomenilo južno mesto v stari angleščini. Ime Plymouth, kar pomeni 'ustje reke Plym' je bilo prvič omenjeno leta 1211 v Pipe Roll (zvitki z računovodskimi evidencami, ki jih je hranila angleška državna blagajna).

### Zgodnja obramba in renesansa
Med stoletno vojno je v napadu Francozov leta 1340 pogorel dvorec, vendar jim ni uspelo priti v mesto. Leta 1403 so mesto požgali Bretonski plenilci. Zgradili so niz utrdb v tudorskih in elizabetinskih obdobjih, med katerimi so štirje okrogli stolpi našli prostor na mestnem grbu; ostanki dveh izmed njih še vedno mogoče najti na Mount Batten in na Sutton Pool pod kraljevo citadelo. 
V 16. stoletju je bila lokalno pridelana volna glavno izvozno blago. Plymouth je bilo domače pristanišče za uspešne pomorske trgovce, med njimi sir John Hawkins (angleški ladjedelničar, pomorščak, trgovec, navigator, pirat in trgovec s sužnji), ki je bil vodilni pirat Anglije v trgovini s sužnji na Atlantiku, kakor tudi gospod Francis Drake. Posadke za prvi angleški neuspeli poskus naselitve kolonije Roanoke v Severni Ameriki so odšle leta 1587 pod vodstvom sira Walterja Raleigha in Drakea; vrnili so se z rodno koruzo, tobakom in krompirjem. Po legendi je Drake vztrajal na dokončanju igre skodelic na položaju Hoe, preden je napadel špansko armado leta 1588. Leta 1620 so iz Plymoutha odpluli v Novi svet Romarski očetje, da bi ustanovili kolonijo Plymouth, drugo angleško kolonijo v današnjih Združenih državah Amerike. 
V angleški državljanski vojni je bil Plymouth na strani parlamentarcev in je bil od rojalistov oblegan skoraj štiri leta. Zadnji večji kraljev napad je vodil sir Richard Grenville s tisoč vojaki, vendar so bili poraženi s strani Plymothiančanov. Državljanska vojna se je končala kot parlamentarna zmaga, vendar je kralj Karel II. Angleški leta 1660 obnovil monarhijo, nakar so zaprli številne parlamentarne junake na otoku Drake. Gradnja kraljeve citadele se je začela leta 1665. Bila je oborožena s topom obrnjenim tako na morje kot v mesto, če bi prebivalci nasprotovali kroni.

### Plymouth Dock, vojna mornarica in Foulston
V celotnem 17. stoletju je Plymouth postopoma izgubljal svojo premoč kot trgovsko pristanišče. Z blagom proizvedenim drugje v Angliji je bilo preveč stroškov za prevoz v Plymouth in mesto ni imelo sredstev za uvoz in predelavo sladkorja in tobaka. V trgovini s sužnji na Atlantiku v začetku 18. stoletja so igrali relativno majhno vlogo. 
V bližnji župniji Stoke Damerel je bila prva ladjedelnica HMNB Devonport, odprta v letu 1690 na vzhodnem bregu reke Tamar. Nadaljnje doke so tu zgradili leta 1727, 1762 in 1793. Naselbina, ki se je razvila, se je takrat imenovala Dock ali Plymouth Dock in sčasoma je prerasla v novo mesto, ločeno od Plymoutha. V letu 1712 je bilo 318 zaposlenih moških, leta 1733 je zrasla populacija na 3000 ljudi.
Pred drugo polovico 18. stoletja, so bili glavni uvoz preko Plymoutha žitarice, les in premog. V tem času je bil pravi vir bogastva sosednje mesto Plymouth Dock (preimenovan leta 1824 v Devonport) in glavni delodajalec v celotni regiji je bila ladjedelnica. Trije kraji, somestje Plymouth, Stonehousu in Devonport so uživali blaginjo v poznem 18. in začetku 19. stoletja in so obogateli za vrsto neo-klasičnih urbanih zgradb, ki jih je zasnoval arhitekt John London Foulston. Foulston je pomemben tako za Devonport kot Plymouth in je bil odgovoren za več velikih javnih zgradb, od katerih so bile mnoge kasneje uničene, tudi Athenaeum, Kraljevo gledališče in hotel Royal in še veliko na Union Street. 
Miljo dolg valobran v Plymouth Sound je oblikoval John Rennie, da bi zaščitili flote, ki so se gibale v Devonport in iz njega. Delo se je začelo leta 1812. Številne tehnične težave in ponavljajoča se škoda ter nevihte so bili razlog, da ni bil končan do leta 1841, dvajset let po Renniejevi smrti. Leta 1860 je bil obroč utrdb Palmerston zgrajen okoli obrobja Devonporta, da bi zaščitili ladjedelnico pred napadom iz katere koli smeri. 
V drugi polovici 19. stoletja so preko Plymoutha iz obeh Amerikah in Evrope pretovorili največ koruze, pšenice, ječmena, sladkornega trsa, gvana, natrijevega nitrata in fosfata. Razvijati se je začela industrija, železnice in tramvaj ter več manjših kemičnih obratov.

### Načrt za Plymouth1943
Med prvo svetovno vojno je bil Plymouth vstopna točka za številne čete iz celega imperija in razvit tudi kot objekt za izdelavo bomb. Čeprav so večje enote kraljeve mornarice preselili k bolj varnemu Scapa Flow, je bil Devonport pomembno izhodišče za spremstvo plovil in popravila. Ladje so upravljali iz Mount Battena.
V drugi svetovni vojni je bil Devonport sedež Western Approaches Command do leta 1941 in Sunderland za plovila Royal Australian Air Force. To je bila pomembna točka za vkrcanje ameriških vojakov za Dan-D.  Mesto je bilo močno bombardirano od nemške Luftwaffe, v seriji 59 napadov znanih kot Plymouth Blitz. Čeprav so bile ladjedelnice glavni cilji, je bilo v centru mesta več kot 3700 hiš popolnoma uničenih več kot 1000 civilistov je izgubilo življenje. To je bilo v veliki meri posledica statusa Plymoutha kot pomembnega pristanišča. Charlesovo cerkev so prizadele zažigalne bombe in je bila delno uničena leta 1941, vendar ni bila porušena. Zdaj je uradno trajni spomenik bombardiranja Plymoutha med drugo svetovno vojno.
Med letoma 1951 in 1957 je Sir Patrick Abercrombie načrtoval prenovo več kot 1000 domov. Uporabljali so inovativne montažne sisteme. Do leta 1964 je bilo zgrajenih več kot 20.000 novih domov. Leta 1962 je bil zgrajen modernistični visok Civic Center, arhitekturno pomemben primer sredine 20. stoletja. Zaradi slabega vzdrževanja je v slabem stanju, in njegov lastnik mestna uprava Plymoutha ga je zaščitila kot angleško dediščino, da se prepreči njeno rušenje.

### Ekspedicije iz Plymoutha
Zaradi svoje lokacije in zaradi pomorske baze, ki je bila ustanovljena leta 1691, je bil Plymouth izhodišče številnih raziskav in ekspedicij, med njimi: 
- 1577 pot okoli sveta Francis Drake,
- 1585 ustanovitev kolonije, otok Roanoke (danes Severna Karolina, ZDA) pod vodstvom Richarda Grenvillea,
- 1620 Plymouth je bil nazadnje angleško pristanišče,ko je ladja Mayflower začela na pot v Severno Ameriko,
- 1768, 1772 in 1776, potovanja Jamesa Cooka,
- 1831, Pot ladje Beagle s Charlesom Darwinom na krovu,
- 1966, Pot okoli sveta Francis Chichester

## Geografija
Plymouth leži med reko Plym na vzhodu in reko Tamar na zahodu; obeh reki se zlivata v naravno pristanišče Plymouth Sound. [49] Od leta 1967 sta mesti Plympton in Plymstock, ki ležita vzdolž vzhodne reke Plym združeni. Reka Tamar tvori deželno mejo med Devonom in Cornwallom in estuarij rečnih oblik Hamoaze na katerem je umeščena ladjedelnica Devonport. 
Reka Plym, ki odteka iz Dartmoorja na severovzhodu, predstavlja manjši izliv v vzhodnem delu mesta, imenovanem Cattewater. Plymouth Sound je zavarovan pred morjem z valobranom Plymouth Breakwater, ki je v uporabi od leta 1814. Otok Drake, ki je viden iz Plymouth Hoe je apnenčasta pečina. Enotna uprava Plymouth obsega 80 km2, samo mesto Plymouth 79,3 km2. Najvišja točka je na Roborough, približno 155 m nad morjem. 
Geološko leži Plymouth na mešanici apnenca, devonskega skrilavca, granita in srednje devonskega apnenca. Plymouth Sound, Shores and Cliffs je mesto posebnega znanstvenega pomena, zaradi svoje geologije. Večji del mesta je zgrajen na zgornje devonski plošči in skrilavcu, rti na vhodu v Plymouth Sound so oblikovani iz spodnja devonske plošče, ki lahko zdrži moč morja. 
Pas srednje devonskega apnenca teče od zahoda proti vzhodu od Cremylla do Plymstocka vključno s Hoe. Lokalni apnenec je videti v številnih zgradb, zidovih in pločnikih po vsem Plymouthu. Granit iz Dartmoorja se je izvažal preko Plymoutha. Kamnine vzdolž reke Tamar vsebujejo rude, ki vsebujejo kositer, baker, volfram, svinec in druge minerale. Obstajajo dokazi, da je bil srednje devonski apnenčev pas na južnem robu Plymoutha in Plymstocka pridobljen na West Hoe, Cattedown in Radford.
Iz popisa 2011 (Urad za državno statistiko) sledi, da je območje Plymoutha 256.384 prebivalcev. Narodnostna sestava prebivalstva Plymoutha je bila 96,2% belcev,  največja manjšina etnična skupina pa so Kitajci - 0,5%.
| Etnične skupine | Podatki 2011 | Sprememba glede na leto 2001 |
| --------------- | ------------ | ---------------------------- |
| Belci           | 96,15%       | -2%                          |
| Mešanci         | 1,28%        | +98%                         |
| Azijci          | 1,52%        | +157%                        |
| Temnopolti      | 0,65%        | +249%                        |
| Drugi           | 0,39%        | +83%                         |

### Podnebje
Skupaj z ostalo jugozahodno Anglijo ima Plymouth zmerno oceansko podnebje (Koppen CFB), ki je običajno bolj mokro in milejše kot v ostali Angliji. Zato tukaj gojijo širok spekter eksotičnih rastlin. Letna povprečna temperatura je približno 11 °C. Zaradi spreminjajočega učinka morja je sezonski razpon manjši kot drzgje v Veliki Britaniji. Februar je najhladnejši mesec s srednjimi najnižjimi temperaturami med 3 in 4 °C. Sneg je redek. Julij in avgust sta najtoplejša meseca, s povprečno dnevno najvišjimi vrednostmi nad 19 °C.

## Gospodarstvo
Zaradi njegove obalne lege, je gospodarstvo Plymoutha že tradicionalno pomorsko, zlasti v mornarici je zaposlenih več kot 12.000 ljudi in približno 7500 v oboroženih silah. Plymouth Gin Distillery je bila za proizvodnjo gina ustanovljena že leta 1793. Od leta 1980 se je število zaposlenih v obrambnem sektorju bistveno zmanjšalo, povečal pa se je  javni sektor zlasti v upravi, zdravstvu, šolstvu in inženiringu. 
Ladjedelnica Devonport je le mornariška baza v Veliki Britaniji, kjer se izvajajo remonti jedrskih podmornic. Mornarica ocenjuje, da ladjedelnica ustvari okoli 10% prihodkov Plymouth. Plymouth ima največjo skupino morskih in pomorskih podjetij na jugozahodu s 270 podjetji, ki delujejo v okviru sektorja. Drugi bistveni delodajalci so univerza 30.000 študenti in skoraj 3000 zaposlenimi, kot tudi Tamar Science Park, ki zaposluje 500 ljudi v 50 podjetjih. 
Plymouth ima povojne nakupovalne površine v centru mesta z veliko conami za pešce. V maloprodajnih površinah se Plymouth uvršča med prvih pet v regiji South West in 29. na nacionalni ravni. Plymouth je bilo eno od prvih desetih britanskih mest, ki so preskušala nova okolja Business Improvement District. Tinside Pool se nahaja ob vznožju Hoe in je zaščiten v razredu II. od leta 1998, da bi se ponovno vzpostavilo stanje iz leta.

## Zanimivosti
Po angleški državljanski vojni leta 1666 zgrajena Royal Citadel (Kraljeva cidatela, Plymouth) na vzhodnem koncu Plymouth Hoe, za obrabo pred vojaškimi napadi. Hoe je nekoliko višja apnenčasta planota na koncu severnega Plymouth Sound, od leta 1817 je javni park, iz katerega je lep razgled na Plymouth Sound. Na bregovih spodaj je polkrožni morski plavalni bazen Tinside Pool, zgrajen leta 1935 v slogu Art déco.
Stolp Smeaton, ki je bil zgrajen leta 1759 kot svetilnik na skali naj bi se videl 23 km od obale. Leta 1887 sta bili zgornji dve tretjini obnovljeni. Visok je 22 m in služi kot svetilnik. 
Plymouth ima 20 spominskih vojnih obeležij. V parku na Hoe jih je devet, med njimi: Plymouth Naval Memorial, spomenik ubitim v svetovnih vojnah I. in II. in spomenik nacionalni armadi, v spomin na poraz španske armade.
Najzgodnejše pristanišče Plymoutha, ki se imenuje "Sutton" ima 100 zaščitenih stavb in največjo koncentracijo tlakovanih ulic v Veliki Britaniji. Mayflower Steps v Sutton Pool je spominsko obeležje odhoda Pilgrim Fathers v Novi svet leta 1620. Na Sutton Pool je National Marine Aquarium, ki prikazuje 400 morskih vrst in ima najgloblji bazen za akvarije v GB.
Rimokatoliška katedrala St. Maria in St. Bonifatius zgrajena v 1850-tih v neogotskem slogu.
Zahodno od mesta Devonport je ena od zgodovinskih četrti Plymoutha. V okviru projekta obnove tisočletja je predvidena pot Devonport Heritage Trail
Plymouth je izhodišče za obisk zaščitenega območja Dartmoor, doline Tamar in plaže jugovzhodnega Cornwalla.
V bližini Plymoutha je več dvorcev z obsežnimi parki. Mount Edgcumbe House na polotoku Rame zahodno od Plymouth Sound je kupil leta 1971 Cornwall in uredil krajinski park. Drugi dvorci na polotoku Rame so še: severovzhodno od vasi Antony se nahaja Antony House, vzhodno od mesta Plympton se nahaja Saltram House in severno od Plymoutha, ob reki Tamar leži srednjeveška graščina Cotehele.
- Slike znamenitosti
- Stolp Smeaton
- Plymouth Sound in Plymouth Breakwater
- National Armada memorial (kip Britannie)
- Spomenik svetovnim vojnam
- Predel Parade, Barbican
- Francis Drake
- Saltram House, obnovil jo je arhitekt Robert Adam

## Prijateljska mesta
Plymouth je pobraten z:
- Brest, Francija (od 1963)
- Gdynia, Poljska (od 1976)
- Novorosijsk, Rusija (od 1990)
- San Sebastián, Španija (od 1990)
- Plymouth, Massachusetts, ZDA (od 2001)